# Acritus shirozui
Acritus shirozui är en skalbaggsart som beskrevs av Hisamatsu 1965. Acritus shirozui ingår i släktet Acritus och familjen stumpbaggar. Inga underarter finns listade i Catalogue of Life.